# Ungár Klára
Ungár Klára (Budapest, 1958. augusztus 14. –) magyar politikus, közgazdász, a Szabad Emberek Magyarországért (SZEMA) párt elnöke.

## Élete

### Család, tanulmányok, kezdeti évek
Édesapja Ungár Lajos, közgazdász, ÁVH-s őrnagy, munkásőrparancsnok, a MAZSIHISZ vezetőségének tagja, édesanyja Hajdu Marianna, röntgenasszisztens. 1981-ben férjhez ment Váradi Lászlóhoz, akivel két évet tartott a házassága. 1982-ben megszületett fiuk, Dávid. Unokahúga Ungár Anna, a BIF Nyrt. igazgatótanácsi elnöke, akit a a legbefolyásosabb magyar nők 2021-es üzleti listáján a Forbes a 7. helyre rangsorolt. Unokaöccse Ungár Péter, a Lehet Más a Politika elnökségi tagja.
Az általános és a középiskolát Budapesten végezte, 1976-ban érettségizett az Arany János Általános Iskola és Gimnázium angol tagozatán. Ugyanebben az évben kezdte meg egyetemi tanulmányait a Marx Károly Közgazdaságtudományi Egyetem, 1981-ben pénzügyi szakon végzett. 1983-ban védte meg diplomáját. 1981-től tudományos munkatárs a Konjunktúra-, Piackutató és Informatikai Intézet (Kopint-Datorg) külgazdasági főosztályán. 1982-től 1983-ig gyesen volt. 1987-ig a külkereskedelem szabályozása, szervezeti és intézményi rendszere, majd a magyarországi beruházási rendszer volt a kutatási témája. 1987-től a magyarországi kisvállalkozásokkal, azok lehetőségeivel és szabályozásával, valamint a magyarországi lakáshelyzettel foglalkozott, több tanulmánya jelent meg. 1988-tól másodállásban egy kisszövetkezet gazdasági tanácsadója volt.

### Politikusi pályafutás
1988 októberében, az I. kongresszuson csatlakozott a Fiatal Demokraták Szövetségéhez. 1989 nyarától a Fidesz gazdasági és szociális programjának kialakításában vett részt. 1989 őszén a Budapest I. kerületi Fidesz-csoport alapító tagja volt. Az 1990-es magyarországi országgyűlési választás első fordulójában Budapest 1. sz. (I-II. ker.) választókerületében negyedik lett, a Fidesz országos listáján szerzett mandátumot. 1990. május 3-ától 1992. április 1-jéig az Országgyűlés költségvetési, adó-és pénzügyi állandó bizottsága, ezen belül az államháztartási, valamint a monetáris albizottságokban tevékenykedett. 1992. október 13-ától a szociális, egészségügyi és családvédelmi állandó bizottságban dolgozott. Az 1990. évi önkormányzati választásokon a Fidesz budapesti listavezetője és főpolgármester-jelöltje volt. A Fővárosi Önkormányzat tagjává választották, 1990. november 1-jétől 1993. november 15-éig a Fidesz budapesti önkormányzati frakciójának a vezetője volt. 1992. áprilistól 1994. január 22-éig a közgyűlés tulajdonosi bizottságának az elnöke volt. 1993. novemberben Fodor Gábor és Molnár Péter frakciótársával együtt lemondott parlamenti képviselőségéről, decemberben kilépett a Fideszből. Fővárosi közgyűlési mandátumát azonban megtartotta, 1994-től az SZDSZ-frakció tagja volt. 1994 és 1998 között SZDSZ-es országgyűlési képviselő volt. 2009-ben kilépett a pártból.
Jelenleg a SZEMA (Szabad Emberek Magyarországért – Liberális Párt) elnöke.

## Magánélet
Homoszexualitását nyíltan vállalja.

### Külső hivatkozások
- Életrajza a Parlament honlapján
- A Klubrádió műsora
- A reform takarékosabb működést hoz, az Origo interjúja, 2006. május 1.